# Фульк (король Иерусалима)
Фульк Иерусалимский (лат. Fulco, фр. Foulque, Foulques), также известный как Фульк V Молодой, граф Анжуйский (1089/1092 — 13 ноября 1143, Акра), — граф Анжу и Тура в 1109—1129 годах, граф Мэна в 1110—1129 годах, король Иерусалима с 1131 года. Супруг королевы Мелисенды Иерусалимской.

## Биография

### Граф Анжуйский
Фульк родился в Анже между 1089 и 1092 годами и был сыном Фулька IV, графа Анжуйского, и Бертрады де Монфор. В 1092 году Бертрада покинула мужа и вышла замуж за короля Филиппа I.
Фульк стал графом Анжуйским после смерти своего отца в 1109 году. В следующем году он женился на Эрменгарде Мэнской, закрепив тем самым контроль анжуйцев над графством Мэн.
Фульк был первоначально противником короля Генриха I Английского и сторонник короля Людовика VI, но в 1118 или 1119 году он заключил союз с Генрихом, и Генрих организовал свадьбу своего сына и наследника Вильгельма Аделина и дочери Фулька Матильды.
В 1119 или 1120 году Фульк пошёл в крестовый поход и примкнул к тамплиерам. Он вернулся на родину в конце 1121 года, после чего начал субсидировать тамплиеров.
В 1127 или 1128 году Генрих I ещё больше укрепил союз с анжуйцами, выдав свою дочь Матильду замуж за сына Фулька, Жоффруа Плантагенета.

### Женитьба на Мелисенде
В 1127 году Фульк готовился вернуться в Анже, когда получил послание от короля Балдуина II Иерусалимского. Балдуин не имел наследников мужского пола и объявил своей преемницей дочь Мелисенду. Король рассчитывал защитить наследство дочери, выдав её за авторитетного рыцаря. Фульк был богатым и опытным крестоносцем, к тому же вдовцом. Его опыт в военной области должен был стать крайне ценным в деле защиты границ королевства.

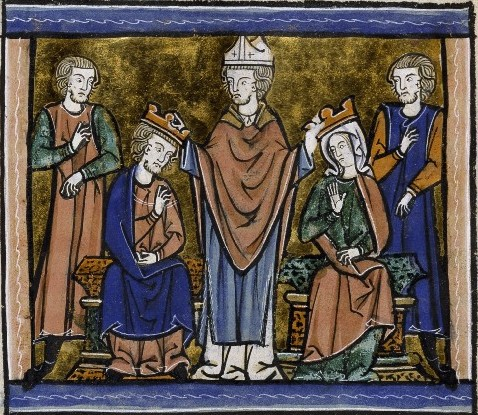
Фульк и Мелисенда.

Однако Фульк рассчитывал на более важный статус, чем просто консорт — он хотел иметь впоследствии титул короля и править вместе с Мелисендой. Балдуин II, обдумав его требования, в итоге согласился. Фульк отрёкся от графского титула в пользу своего сына Жоффруа и уехал в Иерусалим, где 2 июня 1129 года женился на Мелисенде. Позже король Балдуин укрепил позиции Мелисенды в королевстве, сделав её единственной опекуншей её сына от Фулька — Балдуина, родившегося в 1130 году.
Фульк и Мелисенда стали совместными правителями Иерусалима в 1131 году, после смерти Балдуина II. Фульк стал рассчитывать получить единоличный контроль над королевством. Он пригласил немало баронов из Анже и проявлял стремление к централизации власти. Другие государства крестоносцев к северу опасались, что Фульк будет пытаться навязать им сюзеренитет Иерусалима над ними. Сестра Мелисенды Алиса Антиохийская, изгнанная из княжества Балдуином II, взяла под свой контроль Антиохию. Она в союзе с Понсом, графом Триполи, и Жосленом II Эдесским организовали защиту своих земель от возможной агрессии Фулька. В 1132 году Фульк и Понс встретились в небольшом сражении, по итогам которого был заключён мир, а Алиса Антиохийская сослана вновь.
В Иерусалиме поведение Фулька возмущало второе поколение христиан, выросших там с первого крестового похода. Эти «аборигены» сплотились вокруг двоюродного брата Мелисенды, Гуго II де Пюизе, графа Яффы, который был беззаветно верен королеве. Фульк увидел в Гуго соперника. В 1134 году, чтобы дискредитировать Гуго, Фульк обвинил его в любовной связи с Мелисендой. Гуго восстал в знак протеста и вступил в союз с мусульманами Аскалона. Он смог победить армию, посланную против него Фульком, но это не изменило ситуацию. В конфликт вмешался патриарх. Фульк согласился на мир, и Гуго был изгнан из королевства на три года.
На жизнь Гуго было совершено покушение. Фулька и его сторонников традиционно считают ответственными за это, однако прямых доказательств этому нет. Скандал оказался на руку королеве, которая провела дворцовый переворот и вернула себе лидирующие позиции при дворе. Вильгельм Тирский писал, что с этого времени Фульк «никогда не пытался взять на себя инициативу, даже в мелочах, без согласия Мелисенды». В результате Мелисенда получила безраздельный контроль над правительством с 1136 года. Незадолго до 1136 года Фульк смог примириться с женой, и вскоре родился второй сын, Амори.

### Защита границ

Иерусалимское королевство и другие близлежащие государства в 1135 году.

Северная граница Иерусалимского королевства вызывала серьёзную обеспокоенность. Балдуин II назначил Фулька регентом Антиохийского княжества. Для укрепления связей с Антиохией он женил Раймунда Антиохийского на 10-летней Констанции — племянницы Мелисенды и дочери Боэмунда II Антиохийского и Алисы Антиохийской.
Наибольшее беспокойство во время правления Фулька вызвало возвышение атабека Занги из Мосула. В 1137 году Фульк в союзе с Муин ад-Дин Унуром, визирем Дамаска, потерпел поражение в битве под Баарином. Дамаск также находился под угрозой со стороны Занги. Фульк захватил форт Баниас, к северу от Тверии, и, таким образом, укрепил северную границу.
Фульк также усилил южную границу королевства. Его дворецкий Пайен де Мильи построил крепость Керак к востоку от Мёртвого моря, а чтобы обезопасить королевство от набегов египтян со стороны Красного моря и из Аскалона, Фульк возвёл крепости Бланш-Гард, Ибелин и другие.
В 1137 и 1142 годах византийский император Иоанн II Комнин посещал Сирию и пытался навязать крестоносцам свой сюзеренитет. Намерение императора совершить паломничество в Иерусалим в сопровождении своей армии встревожило Фулька, и он написал императору письмо, указывая, что его королевство в упадке и разрухе и не сможет вместить всю его внушительную армию. Этот вежливый и льстивый ответ заставил Иоанна II отказаться от идеи паломничества. В итоге Иоанн умер, так и не успев совершить это паломничество.

### Смерть

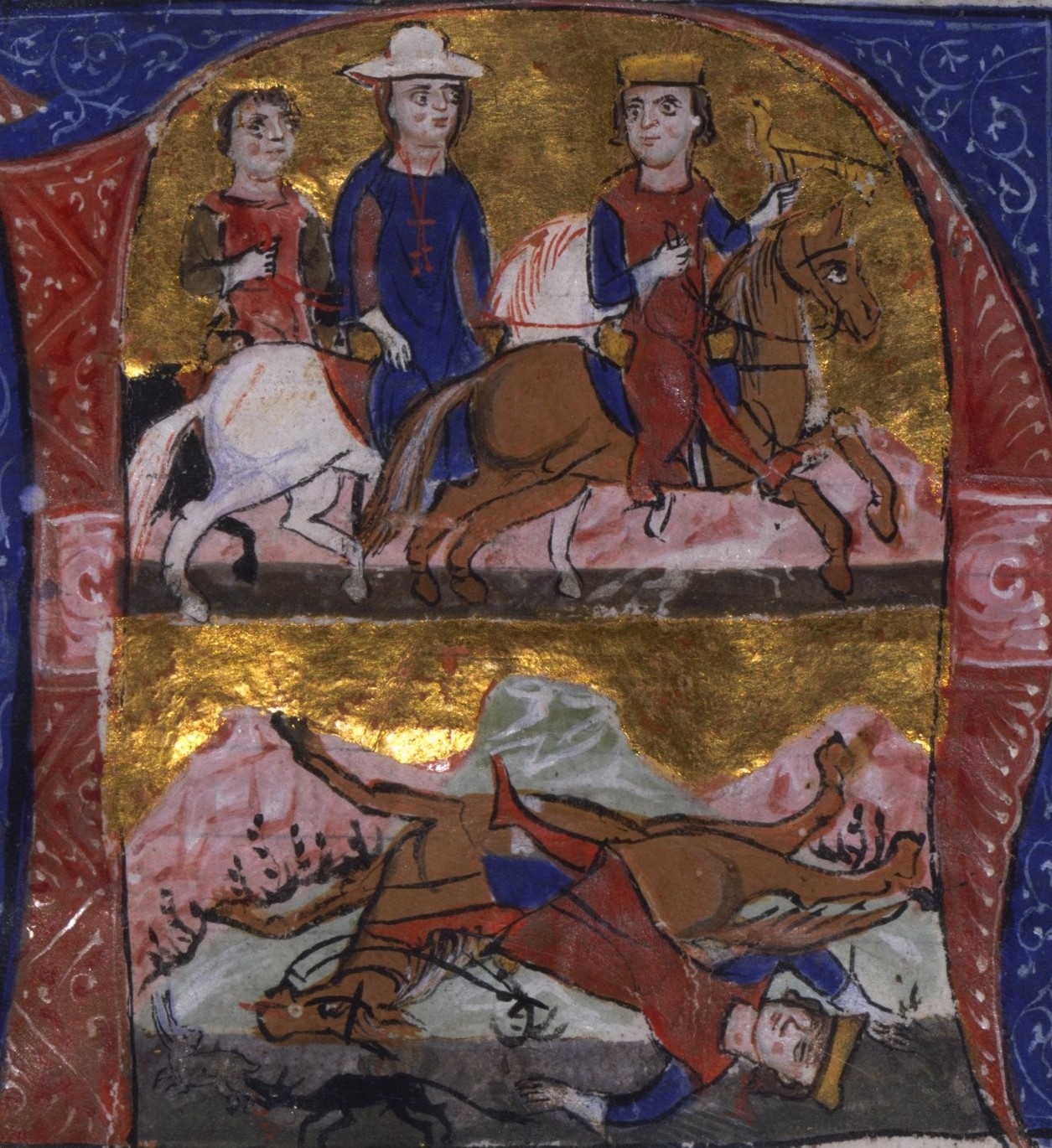
Смерть Фулька. Миниатюра из «Истории» Вильгельма Тирского.

В 1143 году, в то время как король и королева были на отдыхе в Акре, Фульк погиб в результате несчастного случая на охоте. Его лошадь споткнулась, упала, и череп Фулька был раздавлен седлом, «и его мозги хлынули из ушей и ноздрей», как описал это Вильгельм Тирский. Король был привезён в Акру, где пролежал без сознания в течение трёх дней, после чего умер. Он был похоронен в церкви Гроба Господня в Иерусалиме. Хотя их брак не был счастливым, Мелисенда оплакала его и носила траур. Фулька пережили его сын Жоффруа от первого брака, а также Балдуин III и Амори от Мелисенды.

## Наследие

### Описания
По словам Вильгельма Тирского, Фульк был «румяный мужчина, как Давид… верный и нежный, приветливый и добрый… опытный воин, полный терпения и мудрости в военном деле». Его главным недостатком была слабая память на имена и лица.
Ибн аль-Каланиси отмечал, что при всех своих военных талантах Фульк был слабым администратором. Он не смог обезопасить своё королевство от Зангидов, что в итоге привело к падению Эдессы в 1144 году и Второму крестовому походу.

## Семья
В 1110 году Фульк женился на Эрменгарде Мэнской. От этого брака родились:
- Матильда Анжуйская (1111—1154), жена Вильгельма Аделина, после его гибели — настоятельница аббатства Фонтевро
- Жоффруа V Плантагенет (1113—1151), отец Генриха II Плантагенета
- Сибилла Анжуйская (1112—1165), жена Вильгельма Клитона, с 1134 года — жена Тьерри Эльзасского
- Эли II (ум. 1151), граф Мэна

От второго брака Фулька с Мелисендой, королевой Иерусалима, родились:
- Балдуин III, король Иерусалима
- Амори I, король Иерусалима